# Ophioderma wahlbergii
Ophioderma wahlbergii är en ormstjärneart som beskrevs av Müller och Franz Hermann Troschel 1842. Ophioderma wahlbergii ingår i släktet Ophioderma och familjen Ophiodermatidae. Inga underarter finns listade i Catalogue of Life.